# Frans Liborius Schmitz
Frans Liborius Schmitz, född omkring 1762, troligen i Bonn, död 10 mars 1827 på Allingskovgaard i Danmark, var en tysk silhuettklippare.
Han var gift med Anna Dorothea Schousboe. Schmitz var ursprungligen utbildad boktryckare men övergick till att klippa silhuetter. Han reste från ort till ort och visade upp sin konst och letade samtidigt nya uppdrag. Efter att han turnerat runt i Tyskland och Frankrike slog han sig ner i Skandinavien 1803. Han valde att ha Köpenhamn som centrum för sitt kringflackande liv och han besökte Sverige flera gånger i början av 1800-talet. Han var en virtuos som enligt sina annonser kunde klippa ett porträtt på en eller två minuter med vänster hand. Många av hans silhuetter har blivit bevarade och man känner till över 200 klipp från hans hand i Norge. I Sverige finns klippet av sadelmakaren Lars Erik Schöldström och hans familj på Kungliga biblioteket i Stockholm. 

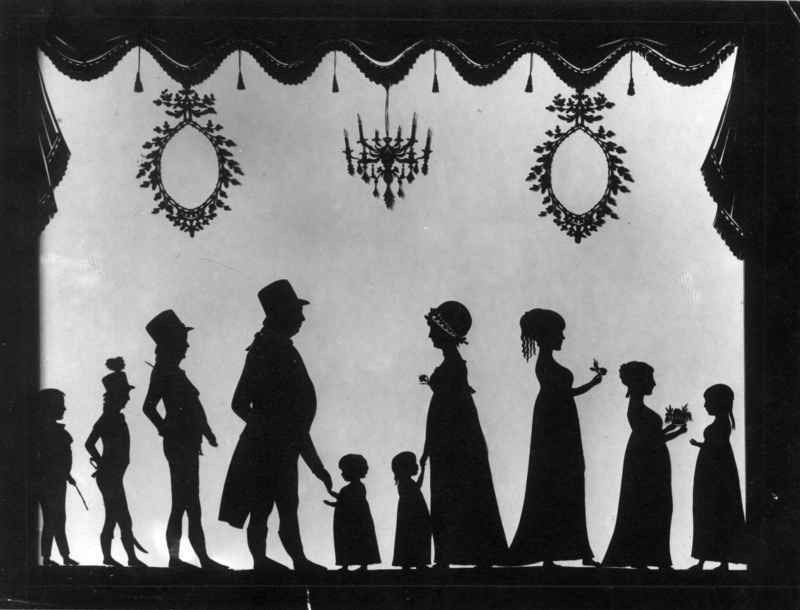

Schmitz silhuetter räknas till den tidens bästa klipp och har visats på en utställning vid Norsk Folkemuseum i Oslo 1922, silhuettutställningen på Liljevalchs konsthall 1930 och på Berlingske Tidendes silhuettutställning i Köpenhamn 1931. Förutom Kungliga biblioteket är Schmitz representerad vid Nationalmuseum, Norsk Folkemuseum i Oslo, Odense Raadhus, Fyns stiftsmuseum i Odense och Sinebrychoffska konstsamlingen i Helsingfors.